# Брюннер, Стефан
Стефан Брюннер (исп. Stephan Brunner) (род. 28 февраля 1961) — коста-риканский политик и экономист, первый вице-президент Коста-Рики при президенте Родриго Чавесе. Он стал вице-президентом после победы Родриго Чавеса на выборах президента страны 6 апреля 2022 года. Официально вступил в должность 8 мая 2022 года.
Брюннер получил степень бакалавра гуманитарных наук в области экономики культуры в Университете Киля, степень магистра экономических наук в Университете Индианы в Блумингтоне и степень доктора экономических наук в Кильском университете.